# Zio Paperone pesca lo skirillione
Zio Paperone pesca lo skirillione  (The Secret of Atlantis), anche nota come Zio Paperone - Juke box ad Atlantide, è una storia a fumetti di Carl Barks del 1954.
In questa storia per la prima volta viene nominato il Manuale delle Giovani Marmotte (Junior Woodchuck's book of knowledge) ed esordisce la "stanza delle preoccupazioni" (worry room).

## Storia editoriale
L'idea alla base della trama venne fornita a Barks da Chase Craig, direttore editoriale della Western Printing. Inizialmente intitolata dal suo autore Sunken City, Barks la consegnò all'editore il 30 luglio 1953 e questa venne pubblicata, senza titolo, nel 1954 sul n. 5 del trimestrale Uncle Scrooge. Successivamente la storia nell'edizione italiana divenne nota come Zio Paperone pesca lo skirillione.

## Trama
Zio Paperone scopre che Paperino gli deve 10 centesimi da 4 anni, e decide di riprenderseli con l'astuzia: commissiona a Paperino stesso una missione da esattore, e lo manda a casa sua a riscuotere, promettendogli la metà di quanto riuscirà a ottenere. Quando Qui, Quo e Qua gli aprono, Paperino capisce di essere stato giocato e torna allo studio dello zio a saldare il debito. Qui dà all'avarastro una moneta da 25 centesimi, un quarto di dollaro del 1916, pretendendo il resto di 15 e la metà del debito che, sebbene con sé stesso, aveva riscosso: riceve così 20 centesimi, ma Paperone lo truffa dandogli un "soldo baloniano" (Balonia è uno Stato che non esiste più); dopo un primo momento di sconforto, Paperino scopre dai nipotini che nel mondo del collezionismo questa moneta vale 5 dollari, e va riderne da Paperone: ma il vecchio zio non si dà per vinto; si accaparra tutti i quarti di dollaro del 1916 pagandoli il doppio del loro valore e li getta nell'oceano in un punto imprecisato, tenendo solo quello datogli dal nipote, che per la sua rarità raggiunge il valore di uno skirillione di dollari. Ma egli vuole aspettare prima di rivenderlo, e ci gioca buttandolo per aria: come era prevedibile lo perde per strada e tenta di recuperarlo prima in una fabbrica di torte e poi seguendo in cima ad un grattacielo l'uccello che l'ha preso. Se lo lascia però sfuggire, e il "quartino" cade dall'edificio finendo sotto un compressore stradale che lo appiattisce fino a farlo diventare grande come Paperino.
Zio Paperone è disperato, perché non sa in quale punto dell'oceano ha buttato le altre monete: lo aiutano i nipotini, che, pur con le minime indicazioni dello zione, riescono a trovare il punto preciso grazie all'ausilio del Manuale delle Giovani Marmotte (Junior Woodchucks guidebook, qui alla sua prima apparizione). Dopo aver raggiunto il posto con una nave, Paperino e Paperone si immergono con un nuovo tipo di scafandro progettato dai tecnici del ricco papero, e a 700 metri di profondità scoprono una città sommersa apparentemente disabitata. Sulla cima di un tempio trovano la popolazione che li aspettava, ovvero uomini-pesce il cui re indossa una collana fatta con i quartini perduti. Essi rivelano loro che si trovano ad Atlantide, e non possono andarsene per non divulgare il segreto della città sommersa, che altrimenti sarebbe assediata da orde di giornalisti ed eserciti bramosi dell'oro atlantideo. Chiusi in carcere e costretti a diventare Atlantidei con le lezioni di un maestro con tanto di cappello da laureato, i due paperi vengono raggiunti da due dei nipotini, preoccupati per non vederli tornare e catturati anch'essi dal popolo sottomarino. La storia di Atlantide, però, li interessa molto: la popolazione era stata costretta a riparare sulle montagne vedendo l'acqua che lentamente invadeva Atlantide (e non in una sola notte come dice Platone), ma anche quando l'ultima cima dell'isola si inabissò, scoprirono di poter vivere sott'acqua, poiché in millenni di lotta contro di essa avevano sviluppato delle branchie. Affascinato dall'interesse dei nipotini, il maestro li porta in giro per la città e mostra loro le sue bellezze.
I due nipotini trovano però un vecchio aereo mercantile precipitato in mare e adagiato sulla cima di un palazzo, e, nonostante il divieto di avvicinarsi del maestro, vi entrano: trovano così dei juke-box e li portano fuori; quando, usando un pesce elettrico e uno dei quartini, li rimettono in funzione e sentono la musica anni quaranta, il maestro afferma che è la prima volta che ad Atlantide una simile arte trova libero sfogo: convoca tutti i cittadini e indice una festa. Ma mentre tutti sono presi dall'euforia, i nipotini prendono i quartini dalla cassa del juke-box e liberano gli zii: tutti e quattro nuotano verso la superficie allorquando il re si accorge della loro fuga e li "arpiona", colpendo il sacchetto di quartini di Paperone che riesce comunque a salvarne uno. I soldati atlantidei si arrendono perché i loro polmoni non resistono alla pressione leggera della superficie, ma fanno promettere ai nipotini (da GM) che MAI riveleranno il segreto di Atlantide. Un finale apparentemente felice, ma quando Paperone va a vendere la moneta scopre che al mondo non esiste un uomo che abbia tanti soldi da poterla comprare, se non lui stesso, definito un "vecchio pazzo" dal banchiere!

## Pubblicazioni
- Topolino nº 91
- I Classici di Walt Disney (prima serie) 6 - Il Miliardo (1961) idem [42 pagine]
- I Classici di Walt Disney (seconda serie) 5 - Il miliardo (1977) idem [42 pagine]
- Zio Paperone nº 2.
- Zio Paperone nº 111
- La grande dinastia dei paperi nº 7.
- Topolino story 1954 nº6